# Danielopolina (Danielopolina) kornickeri
Danielopolina (Danielopolina) kornickeri is een mosselkreeftjessoort uit de familie van de Thaumatocyprididae. De wetenschappelijke naam van de soort is voor het eerst geldig gepubliceerd in 2000 door Danielopol, Baltanás & Humphreys.